# Differentialanalysator

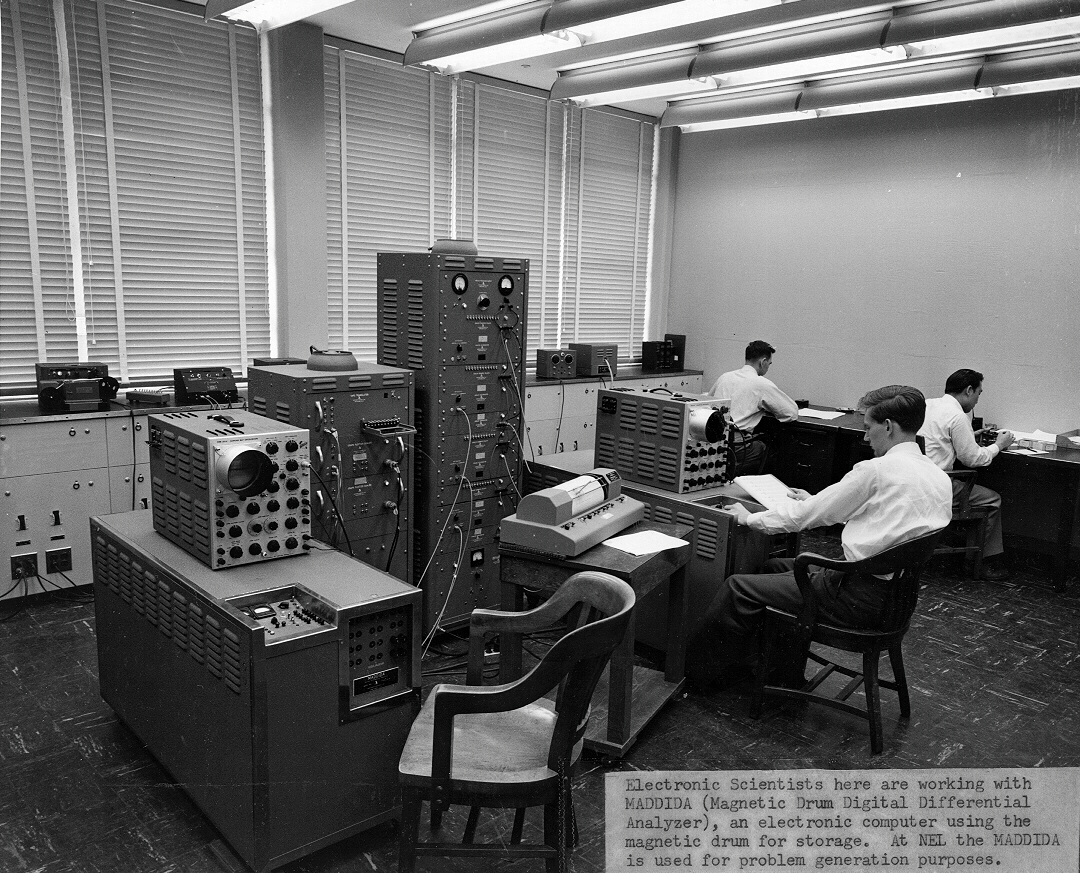
Wissenschaftler der US Navy arbeiten an MADDIDA-Maschinen (engl. magnetic drum digital differential analyzer)

Der Differentialanalysator (englisch differential analyzer) war ein elektromechanischer Analogrechner, der mehrere Differentialgleichungen gleichzeitig handhaben konnte. Die Ausgabe erfolgte mittels automatisch gedruckter Schaubilder. Er wurde in den Jahren 1928 bis 1932 am Massachusetts Institute of Technology (MIT) unter der Leitung von Vannevar Bush und H. L. Hazen entwickelt.
Später wurden solche Maschinen mit Analogelektronik gebaut und anschließend so genannte digital differential analyzers (DDAs) entwickelt, welche die Zahlen binär in Registern zwischenspeicherten. Sie stellen eine spezielle Form des Analogrechners dar und vereinen bestimmte Eigenschaften von analogen und digitalen Computern. Die Darstellung der Rechenschaltungen und die Programmierung erfolgen nahezu identisch zum klassischen (analogelektronischen) Analogcomputer, jedoch arbeiten alle Rechenelemente digital.
Mit Hilfe solcher DDAs war es bereits Ende der 1940er Jahre möglich, auch partielle Differentialgleichungen mit einem deutlich geringeren Aufwand zu lösen, als dies mit Analogelektronik der Fall war. Außerdem können auf dem DDA fast alle mathematischen Operationen mit nur zwei Typen von Rechenelementen nachgebildet werden (durch Integratoren und Addierer), Analogtechnik dagegen erfordert für fast jede Rechenart ein eigenes Rechenelement. Vorteile des DDA sind zudem die freie Wahl der Integrationsvariablen, die Möglichkeit beliebige Funktionen zu erzeugen und die einfachere Kopplung mit Digitalcomputern und Konfiguration des DDA mit diesem. Nachteile sind allerdings der höhere Energieverbrauch (durch die hohen Taktfrequenzen), die Notwendigkeit von numerischen Integrationsmethoden in den Integratoren und die Tatsache, dass DDAs, trotz der hohen Parallelität in der Ausführung aller Operationen, langsamer arbeiten als vergleichbare analogelektronische Analogrechner.
In Analogie dazu werden in der Computergrafik bestimmte einfache Algorithmen zur Rasterung von Linien ebenfalls DDA genannt.